# After the Rain (音楽ユニット)
After the Rain（アフターザレイン）は、日本の男性2人組音楽ユニット。所属レーベルはA-Sketch。

## メンバー
メンバーの詳細は各項目を参照。また結成以前から現在においても、それぞれ歌い手や楽曲提供などソロとして活動しており、作品発表やワンマンライブなども行なっている。
| 名前     | 担当                                               | イメージカラー |
| -------- | -------------------------------------------------- | -------------- |
| そらる   | ボーカル、ミキシング・マスタリング、ギター         | 青             |
| まふまふ | ボーカル、作詞、作曲、編曲、ギター、ベース、ピアノ | 白             |

## 概要・略歴
- ニコニコ動画で歌い手として活動している、そらるとまふまふが2016年1月8日に結成したユニットの正式名称[1]。以前は「そらる×まふまふ」（通称：そらいろまふらー）として活動しており、コラボ動画・コラボラジオ「ひきこもらないラジオ」の投稿や同人アルバム『アフターレインクエスト』『プレリズムアーチ』のリリースなどを行っている。楽曲を制作するにあたって、そらるがボーカル＆ミキシング・マスタリング、まふまふがボーカル＆作詞作曲編曲と、全ての作業を分担して二人で完成させるというスタンスを貫いている。また、ライブの演出やグッズに関しても二人が主体となって取り組んでいる。
- 名前の由来は、「悲しいことや辛いことも多かった僕たちだけれど、これからはそんな”雨”の後の世界を歩いていこうという想いから」とインタビューで明かしている[2]。venue101のインタビューにて当時個人で活動していた二人がアルバムを作ろうという話になった際、ちょうど雨が上がっていたからというエピソードを語っていた。
- ユニット名を正式に発表する前である2015年冬に、ライブツアー「After the Rain -WINTER TOUR 2015-」が名古屋・大阪・福岡・東京で開催されている[3]。
- ちなみにワンマンライブである「After the Rain (そらる×まふまふ) 両国国技館2016 〜モーニンググロウ アフターグロウ〜」が7月16日・17日の2日間にわたって両国国技館にて開催され12000人を動員した[4]。
- 2016年のエイプリルフールの日に、After the Rainの公式ホームページが、そらるこちゃん（そらる）とまふゆちゃん（まふまふ）によるユニットである「魔法少女あふた〜ざ☆れいん」仕様になるという演出があったが、一日中アクセス集中になるほどの大きな反響を呼び、急遽『魔法少女あふた〜ざ☆れいん ミラクルBOX』を発売することとなった。そして、「After the Rain両国国技館2016」のライブ会場にて販売され、完売した。
- 2016年4月13日に発売した『クロクレストストーリー』が、1stアルバムにしてオリコン年間ランキングTOP100入りを果たした[5]。
- 2015年と同様、2016年冬にライブツアー「After the Rain TOUR 2016 -WINTER GARDEN-」が札幌・大阪・名古屋・東京で開催された。また、そらるが体調不良のため、東京公演は延期となり2月23日に振替公演が行われた[6]。
- 2017年4月12日に、アニメのタイアップ曲である二つのシングル「解読不能」「アンチクロックワイズ」を同時発売の形でシングルデビュー[7]。オリコンのシングルウイークリーランキング4月24日付で『アンチクロックワイズ』が3位、『解読不能』が4位だった。
- 2017年8月9日・10日に日本武道館にてワンマンライブ「After the Rain 日本武道館2017 -Clockwise / Anti-Clockwise -」が開催され、26000人のファンを動員した。[8]。
- 2016年に引き続き、2017年、2018年もエイプリルフールの日に「魔法少女あふた〜ざ☆れいん」仕様になり女の子になった二人から新曲が発表された。
- 2018年8月7日・8日と2日間にかけて行われたワンマンライブ「After the Rain さいたまスーパーアリーナ2018 雨乞いの宴／晴乞いの宴」が開催され、2日間合わせて3万6千人を動員した[9]。
- 同年9月5日に、約2年5ヶ月振りとなる2ndアルバム「イザナワレトラベラー」を発売。2018年9月17日付のオリコンアルバムウィークリーチャートで初動売上が前作の3.6万枚を大幅に上回る82,280枚を売り上げ、初登場2位を記録した[10]。
- 2018年9月5日発売の2ndアルバム「イザナワレトラベラー」が 同年10月10日 ゴールドディスク に認定された。
- 2019年11月より放送されるポケットモンスターの主題歌として、まふまふが手掛ける「1・2・3」の第一弾歌唱アーティストとなった。
- 2020年8月7日に、約5年ぶりとなる同人CD「7×2つの大罪」をリリース。
- 2023年8月21日に、自身のYouTubeライブにて約5年ぶりとなる3rdフルアルバム「アイムユアヒーロー」を2023年10月18日に発売することを発表した。
- 2023年9月23日に、自身のツイキャスライブにて2023年12月2.3日に国立代々木競技場第一体育館で「After the Rain Winter Live 2023 アイムユアヒーロー」を開催することを発表した。
- 2024年5月23日に、自身のツイキャスライブにて2024年8月10.11日にLaLa arena TOKYO-BAYで、5年ぶりの夏ワンマンである「After the Rain Live 2024 〜 そらる VS まふまふ 〜」を開催することを発表した。

## ディスコグラフィ
最高位は、ウィークリーチャートに基づく。

### 同人アルバム
「そらる×まふまふ」名義
(7×2つの大罪は「After the Rain」名義)

### バンドスコア
- 『After the Rain／クロクレストストーリー』（2017年9月28日発売）ISBN 978-4-285-14723-0

### 映像作品
| 発売日        | タイトル                                            | 規格         | 規格品番 |
| ------------- | --------------------------------------------------- | ------------ | -------- |
| 2023年3月31日 | After the Rain ONLINE LIVE 2021 - 5th ANNIVERSARY - | DVD・Blu-ray |          |

### 参加作品

#### アルバム
| 発売日         | タイトル                                              | 販売形態       | 規格品番      | 参加曲      | 歌唱           |
| -------------- | ----------------------------------------------------- | -------------- | ------------- | ----------- | -------------- |
| 2022年10月26日 | ポケモンTVアニメ主題歌 BEST 2019-2022                 | 音楽配信       | SRXX04477B00Z | 『1・2・3』 | After the Rain |
| 2023年2月1日   | ポケモンTVアニメ主題歌 BEST OF BEST OF BEST 1997-2023 | 通常盤         |               | 『1・2・3』 | After the Rain |
| 2023年2月1日   | ポケモンTVアニメ主題歌 BEST OF BEST OF BEST 1997-2023 | 完全生産限定盤 |               | 『1・2・3』 | After the Rain |

## タイアップ
| 楽曲                   | タイアップ                                                         | 時期   |
| ---------------------- | ------------------------------------------------------------------ | ------ |
| セカイシックに少年少女 | 朝日放送 ABCローカルテレビドラマ 「チア☆ドル」 エンディングテーマ  | 2015年 |
| ファーストエンド       | テレビアニメ『霊剣山 星屑たちの宴』オープニングテーマ              | 2016年 |
| アイスリープウェル     | テレビ朝日系全国放送「musicるTV」4月度オープニングテーマ           | 2016年 |
| 解読不能               | NHK総合テレビ TVアニメ「アトム ザ・ビギニング」オープニングテーマ  | 2017年 |
| アンチクロックワイズ   | TBS・BS-TBS アニメ「クロックワーク・プラネット」エンディングテーマ | 2017年 |
| マリンスノーの花束を   | TBS「ひるおび!」エンディングテーマ                                 | 2018年 |
| 1・2・3                | TXN アニメ「ポケットモンスター」オープニングテーマ                 | 2019年 |

## ライブ

### 単独公演
| 年     | 日程              | タイトル                                                             | 会場 |
| ------ | ----------------- | -------------------------------------------------------------------- | --- |
| 2015年 | 12月20日 - 31日   | After the Rain - WINTER TOUR 2015 -                                  | 4会場5公演 - 2015年12月20日 愛知県 Zepp Nagoya - 2015年12月21日 大阪府 なんばHatch - 2015年12月26日 福岡県 ZeppFukuoka - 2015年12月31日 東京都 TOKYO DOME CITY HALL - 2015年12月31日 東京都 TOKYO DOME CITY HALL(カウントダウン公演)                                                         |
| 2016年 | 7月16日 - 17日    | After the Rain 両国国技館 2016 〜モーニンググロウ アフターグロウ〜   | 1会場2公演 - 2016年7月16日 東京都 両国国技館 - 2016年7月17日 東京都 両国国技館 |
| 2016年 | 12月18日 - 28日   | After the Rain TOUR 2016 -WINTER GARDEN-                             | 5会場5公演 - 2016年12月18日 北海道 Zepp Sapporo - 2016年12月23日 大阪府 Zepp Namba - 2016年12月26日 東京都 Zepp Tokyo - 2016年12月28日 愛知県 Zepp Nagoya - 2016年12月31日 東京都 TOKYO DOME CITY HALL(そらるの体調不良により公演延期) - 2017年2月23日 東京都 TOKYO DOME CITY HALL(振替公演) |
| 2017年 | 2月23日           | After the Rain TOUR 2016 -WINTER GARDEN-                             | 5会場5公演 - 2016年12月18日 北海道 Zepp Sapporo - 2016年12月23日 大阪府 Zepp Namba - 2016年12月26日 東京都 Zepp Tokyo - 2016年12月28日 愛知県 Zepp Nagoya - 2016年12月31日 東京都 TOKYO DOME CITY HALL(そらるの体調不良により公演延期) - 2017年2月23日 東京都 TOKYO DOME CITY HALL(振替公演) |
| 2017年 | 8月9日 - 10日     | After the Rain 日本武道館 2017 - Clockwise / Anti-Clockwise -        | 1会場2公演 - 2017年8月9日 東京都 日本武道館 - 2017年8月10日 東京都 日本武道館 |
| 2017年 | 12月23日 - 29日   | After the Rain WINTER TOUR 2017 〜X'mas in toy box〜                 | 4会場5公演 - 2017年12月23日 兵庫県 ワールド記念ホール - 2017年12月24日 兵庫県 ワールド記念ホール - 2017年12月26日 愛知県 Zepp Nagoya - 2017年12月27日 大阪府 Zepp Osaka Bayside - 2017年12月29日 東京都 Zepp Tokyo                                                                           |
| 2018年 | 8月7日 - 8日      | After the Rain さいたまスーパーアリーナ 2018 雨乞いの宴 / 晴乞いの宴 | 1会場2公演 - 2018年8月7日 埼玉県 さいたまスーパーアリーナ - 2018年8月8日 埼玉県 さいたまスーパーアリーナ |
| 2019年 | 8月24日 - 25日    | After the Rain 2019 〜真夏のそらまふ大発生！！＠富士急ハイランド〜   | 1会場2公演 - 2019年8月24日 山梨県 富士急ハイランド・コニファーフォレスト - 2019年8月25日 山梨県 富士急ハイランド・コニファーフォレスト |
| 2020年 | 11月7日           | After the Rain ONLINE LIVE 2020                                      | 配信ライブ |
| 2021年 | 12月18日          | After the Rain ONLINE LIVE 2021 - 5th ANNIVERSARY -                  | 映画館上演・配信ライブ - 2021年12月18日 千葉県 幕張メッセ |
| 2023年 | 4月30日 - 5月11日 | After the Rain Tour 2023 - 春音 -                                    | 4会場4公演 - 2023年4月30日 埼玉県 さいたまスーパーアリーナ (スタジアムモード) - 2023年5月3日 東京都 Zepp Haneda - 2023年5月7日 大阪府 Zepp Namba - 2023年5月11日 東京都 Zepp DiverCity |
| 2023年 | 12月2日 - 3日     | After the Rain Winter Live 2023 - アイムユアヒーロー -               | 1会場2公演 - 2023年12月2日 東京都国立代々木競技場 第一体育館 - 2023年12月3日 東京都国立代々木競技場 第一体育館 |
| 2024年 | 8月10日 - 11日    | After the Rain Live 2024 ～ そらる VS まふまふ ～                    | 1会場2公演 - 2024年8月10日 千葉県 LaLa arena TOKYO-BAY - 2024年8月11日 千葉県 LaLa arena TOKYO-BAY |

### 参加公演
- 2018年02月03日　NBCUniversal  ANIME×MUSIC  FESTIVAL〜25th ANNIVERSARY〜　埼玉県 さいたまスーパーアリーナ

## 出演

### テレビ
- musicるTV（2016年4月8日、テレビ朝日系列）
- musicるTV（2016年5月2日、テレビ朝日系列）
- 関ジャム 完全燃SHOW（2022年2月10日、テレビ朝日系）
- アニメポケットモンスター音楽祭（2023年3月31日、テレビ東京系列）
- Venue101 （2023年11月18日、NHK総合）

### 雑誌
- 歌ってみたの本 March 2016（2016年2月1日、KADOKAWA）ISBN 978-4047309210
- click clap!! 2016年5月号 Vol.9（2016年3月19日、グリニッジクリエイティブマネジメント）
- 歌ってみたの本 May 2016（2016年4月1日、KADOKAWA）ISBN 978-4047340879
- click clap!! 2016年11月号 Vol.12（2016年9月20日、グリニッジクリエイティブマネジメント）
- 歌ってみたの本 November 2016（2016年10月1日、KADOKAWA）ISBN 978-4047281882
- 歌ってみたの本 May 2017（2017年4月1日、KADOKAWA）ISBN 978-4047345683
- ミレニアルズ Autumn2018 (2018年9月12日、KADOKAWA) ISBN 9784047353572

## 魔法少女あふた〜ざ☆れいん
2016年のエイプリルフールに、After the Rainの公式ホームページに登場した謎の美少女ユニット。素顔は明かしておらず、イラストのみで表現されている。「魔法少女あふた〜ざ☆れいんCDデビュー」という見出しでAfter the Rainの公式ホームページにアクセスし、視聴ボタンを押すと新曲「恋の魔法はメロルリラ」のサビが視聴できるという仕組みになっていた。これが一日中アクセス集中になるほどの大きな反響を呼び、「恋の魔法はメロルリラ」のフルバージョンと新曲「かえるちゃん」を収録した『魔法少女あふた〜ざ☆れいん ミラクルBOX』を2016年7月16日・17日の「After the Rain両国国技館2016」のライブ会場にて先行販売、同年7月27日からアニメイトでも限定販売された。2017年のエイプリルフールの日には新曲「四季折々に揺蕩いて」、2018年は「Яagnarök」と共にサビを公開した。

### メンバー
まふゆちゃん
魔法少女あふた〜ざ☆れいんのメンバーで、楽曲担当。イメージカラーは白、ピンク。ふんわりとした白いロングヘアーにまふまふと同じバーコードを貼っている(が、その素性は不明)。「はわわ」「〜なのー。」が口癖。
そらるこちゃん
魔法少女あふた〜ざ☆れいんのメンバー。イメージカラーは黒、ブルー。青黒いストレートロングヘアーにそらるのような眠そうな瞳を持った寡黙な少女である(が、その素性は不明)。まふゆちゃんよりハスキーな声をしている。

### ディスコグラフィ
| 枚  | タイトル                              | 規格 | 規格品番  | 備考                         |
| --- | ------------------------------------- | ---- | --------- | ---------------------------- |
| 1st | 魔法少女あふた〜ざ☆れいん ミラクルBOX | CD   | GNCT-0023 | クリアファイル・缶バッジ付き |